# Copicucullia
Copicucullia is een geslacht van vlinders van de familie Uilen (Noctuidae), uit de onderfamilie Cuculliinae.

## Soorten
- C. antipoda Strecker, 1878
- C. astigma Smith, 1894
- C. basipuncta Barnes & McDunnough, 1918
- C. cucullioides Barnes & Benjamin, 1923
- C. eulepis Grote, 1876
- C. heinrichi Barnes & Benjamin, 1924
- C. incresa Smith, 1910
- C. jemezensis Dyar, 1922
- C. luteodisca Smith, 1909
- C. mcdunnoughi Henne, 1940
- C. ruptifascia Hampson, 1909